# Sergio González Rodríguez
Sergio González Rodríguez (Ciutat de Mèxic, 26 de gener de 1950 - Ciutat de Mèxic, 3 d'abril de 2017) va ser un periodista i escriptor mexicà, més conegut pels seus escrits sobre feminicidis a Ciutat Juárez de 1990 a 2000. L'obra principal d'aquest treball és Huesos en el desierto que va ser publicada en 2002. González Rodríguez també va escriure novel·les, assajos i guions per a documentals. El seu treball ha estat reconegut amb diversos premis a Mèxic i Espanya.

## Biografia
González Rodríguez va néixer a Ciutat de Mèxic el 1950. Va estudiar literatura contemporània a la Universitat Nacional Autònoma de Mèxic de 1978 a 1982.
González Rodríguez va col·laborar en 21 llibres, així com en els Anales de Literatura HIspanoamericana de la Universitat Complutense, a la Biblioteca de Mèxic, El Nacional Dominical, Ínsula (Espanya), en el suplement de la revista Siempre, La Cultura en México, La Jornada Semanal, Letras Libres, Nexos, i en la revista de la Universitat de Mèxic.
A part de la seva carrera d'escriptor, també va exercir com a músic de rock.

## Publicacions
Assaig
- Los bajos fondos, el antro, la bohemia y el café (1988)
- El centauro en el paisaje (1992),
- De sangre y de sol (2006)
- Campo de guerra (2014)

Novel·la
- La noche oculta (1990)
- El triángulo imperfecto (2003)
- El plan Schreber (2004)
- La pandilla cósmica (2005)
- El vuelo (2008)
- El artista adolescente que confundía el mundo con un cómic (2014)[2]

Crònica
- Huesos en el desierto (2002)
- El hombre sin cabeza (2009)

Recopilacions
- El triángulo imperfecto: La noche oculta; El momento preciso; Luna, luna (2003)

Literatura infantil
- El sendero de los gatos: el joven Esteban de Ordaz en la Ciudad de México en 1691 (1994)

Com a editor
- Viajes y ensayos de Salvador Novo (1994).

Per llegir-ho